# Євтушок Олександр Васильович
Олекса́ндр Васи́льович Євтушо́к (нар. 11 січня 1970, Джанкой, Кримська область, Українська РСР) — український футболіст, центральний захисник, гравець збірної України. Перший в історії незалежної України гравець, який грав за клуб англійської Прем'єр-ліги. Як захисник відзначався непоступливістю, надійністю та впевненою грою у повітрі.

## Біографія
Вихованець кримської футбольної школи. Розпочав виступи на професіональному рівні в 1990 році в сімферопольській «Таврії», за яку виступав до кінця 1991 року. Після здобуття Україною незалежності у першому чемпіонаті України грав у охтирському «Нафтовику». Після того, як «Нафтовик» опустився до першої ліги, Євтушок продовжив виступи за клуб до кінця сезону сезону 1992/93.
Улітку 1993 року перейшов до львівських «Карпат». Дебютував за львівський клуб у матчі 8 серпня 1993 у матчі проти київського «Динамо». За тиждень у першій грі Кубку володарів кубків проти ірландського «Шелбурна» Олександр відзначився єдиним забитим м'ячем і приніс команді першу в історії єврокубкову перемогу. Саме під час виступів у львівському клубі Євтушок став відомим широкому загалу та отримав запрошення до збірної України. Сам Євтушок вважає «Карпати» своїм рідним клубом.
Після двох сезонів у львівському клубі влітку 1995 року Євтушок перейшов до дніпропетровського «Дніпра», в складі якого провів один сезон, в якому клуб здобув бронзові медалі чемпіонату України. Влітку 1996 Євтушок повернувся до львівських «Карпат», залишаючись на контракті в «Дніпрі».
Взимку 1997 року Євтушок за підтримки тренера «Дніпра» Бернда Штанге перейшов до англійського «Ковентрі Сіті», підписавши угоду на 3,5 роки і ставши першим громадянином України, який грав за клуб англійської Прем'єр-ліги. Трансфер Євтушка коштував «Ковентрі Сіті» 800 тисяч фунтів стерлінгів, однак англійський клуб так до кінця і не розрахувався за трансфер, у той час як «Дніпро» вимагав повного розрахунку. У березні 1997 року Олександр зіграв три матчі за «Ковентрі» (проти «Лестер Сіті», «Манчестер Юнайтед» і «Ньюкасл Юнайтед», у яких отримав гарні оцінки преси, а також привернув увагу до своїх виступів української діаспори. Після цих трьох матчів у Євтушка виникли проблеми зі спиною, оскільки він не витримував навантажень і режиму тренувань клубу. Наприкінці року стан здоров'я Олександра погіршився, і англійський клуб вирішив розірвати контракт із ним. Попри невдалі виступи, сам Євтушок загалом вважає, що рік, проведений в Англії, був корисним для нього.
Восени 1997 року повернувся до України, де підтримував форму в аматорському клубі «Зірка» (Сміла). У складі клубу він провів два матчі в чемпіонаті України серед аматорів, відзначився одним забитим м'ячем.
Узимку 1998 року знову повернувся до львівських «Карпат». За львівську команду Євтушок виступав протягом двох років, вигравши з клубом бронзові медалі чемпіонату України 1997/98 та вийшовши до фіналу кубка України 1999. Також Євтушок разом з «Карпатами» здобув право виступати в єврокубках: у липні 1999 року в Кубку УЄФА «Карпати» протистояли шведському «Гельсінгборгу». Обидва матчі закінчилися нічиєю 1—1, а в серії пенальті (пробиття яких на тренуваннях не відпрацьовувалося) Євтушок та Іван Гецко схибили, внаслідок чого далі пройшов шведський клуб.
Узимку 2000 року перейшов до київського ЦСКА. Євтушку не вдалося повністю показати себе в команді: давалися взнаки травми, особливо болі в спині. З приходом до команди тренера Михайла Фоменка навантаження на тренуваннях зросли, і Олександрові вже не хотілося грати. В кінці року Євтушок вирішив закінчити кар'єру футболіста.
Після завершення кар'єри продав квартиру у Львові та купив будинок у селі Морському поблизу Судака в АР Крим. Євтушок став парафіянином церкви «Свідки Єгови» та зайнявся туристичним бізнесом. Олександр приділяє багато часу сім'ї, разом з дружиною виховує трьох доньок. Вважає виховання дітей головним у житті і тому не хоче працювати футбольним тренером чи агентом.
Після анексії Криму Росією залишився в Криму та виступив з заявою, що ситуація на півострові безпечна.

## Матчі за збірну
За національну збірну України дебютував 7 вересня 1994 року у першому в історії збірної офіційному матчі — відбірковому матчі до чемпіонату світу проти Литви. Всього за збірну Олександр Євтушок провів 8 матчів.
| 01. | 07.09.1994 | Республіканський, Київ   | Литва          | 0—2 | Кваліфікація до ЧЄ-1996 | Україна        |  |  |  |
| 02. | 13.09.1994 | «Тондемун», Сеул         | Південна Корея | 0—2 | Товариський матч        | Південна Корея |  |  |  |
| 03. | 29.03.1995 | Республіканський, Київ   | Італія         | 0—2 | Кваліфікація до ЧЄ-1996 | Україна        |  |  |  |
| 04. | 26.04.1995 | «Кадріорг», Таллінн      | Естонія        | 1—0 | Кваліфікація до ЧЄ-1996 | Естонія        |  |  |  |
| 05. | 06.09.1995 | «Жальгіріс», Вільнюс     | Литва          | 3—1 | Кваліфікація до ЧЄ-1996 | Литва          |  |  |  |
| 06. | 11.10.1995 | «Бежиград», Любляна      | Словенія       | 2—3 | Кваліфікація до ЧЄ-1996 | Словенія       |  |  |  |
| 07. | 11.11.1995 | «Сан-Нікола», Барі       | Італія         | 1—3 | Кваліфікація до ЧЄ-1996 | Італія         |  |  |  |
| 08. | 19.08.1998 | НСК «Олімпійський», Київ | Грузія         | 4—0 | Товариський матч        | Грузія         |  |  |  |

## Нагороди
Командні
- Чемпіонат України: 3-є місце (1995/96 у складі «Дніпра», 1997/98 у складі «Карпат»).
- Кубок України: фіналіст (1999 у складі «Карпат»).

Індивідуальні
- У списку «33 найкращих»: 1 раз у третій 11-ці (за підсумками сезону 1997/98).
- Тричі входив до списку номінантів на відзнаку «Футболіст року»: у 1993 році (28-ме місце), 1995 році (41-ше місце) та 2000 році (42-ге місце).
- Майстер спорту України.